# Іслан
Ісла́н (фр. Island) — муніципалітет у Франції, у регіоні Бургундія-Франш-Конте, департамент Йонна. Населення — 188 осіб (01.01.2021).
Муніципалітет розташований на відстані близько 190 км на південний схід від Парижа, 95 км на захід від Діжона, 45 км на південний схід від Осера.

## Демографія
Динаміка населення (INSEE ):

## Економіка
2010 року серед 126 осіб працездатного віку (15—64 років) 95 були активними, 31 — неактивною (показник активності 75,4%, у 1999 році було 67,5%). З 95 активних мешканців працювали 93 особи (51 чоловік та 42 жінки), безробітними було 2 (2 чоловіки та 0 жінок). Серед 31 неактивної 12 осіб було учнями чи студентами, 9 — пенсіонерами, 10 були неактивними з інших причин.

У 2010 році в муніципалітеті числилось 76 оподаткованих домогосподарств, у яких проживали 197,0 особи, медіана доходів виносила 18 717 євро на одного особоспоживача